# Edifici al carrer del Forn, 8 (Albesa)
L'Edifici al carrer del Forn, 8 és una obra d'Albesa (Noguera) inclosa a l'Inventari del Patrimoni Arquitectònic de Catalunya.

## Descripció
Construcció de planta aproximadament rectangular. La porta és de pedra de gres i d'arc de mig punt. Les finestres són allindades i de la mateixa pedra.
L'accés a la finca és realitza per la plaça major.

## Història
Actualment forma una sola propietat amb la casa del costat que dona a la plaça major i serveix de magatzem als propietaris.